# Prima Ligă Irakiană
Prima Ligă Irakiană (arabă: دوري النخبة العراقي, Dawri Al-Nokhba) este primul eșalon din sistemul competițional fotbalistic din Irak.

## Echipe

### Grupa 1 Sud
- Al Mina'a Bassora
- Al Najaf
- Al Talaba Bagdad
- Furat FC
- Karbala FC
- Maysan Umara
- Nafit al-Janoob Bassora
- Shatra

### Grupa 2 Nord
- Al Shorta Bagdad
- Arbil FC
- Dahuk FC
- Kirkuk FC
- Mossoul
- Samara'a
- Sirwan Soulemaniya
- Soulemaniya

### Grupa 3 Central
- Al Adala Bagdad
- Al Jaish Bagdad
- Al Nafat Bagdad
- Al Qowa Al Jawia Bagdad
- Al Sina'a Bagdad
- Al Zawra Bagdad
- Kahrabaa Bagdad
- Ramadi

## Performanțe după club
| Club              | Titluri |
| ----------------- | ------- |
| Al Zawraa         | 11      |
| Al Quwa Al Jawiya | 5       |
| Al Talaba         | 5       |
| Arbil FC          | 3       |
| Al Rasheed        | 3       |
| Al Shurta         | 2       |
| Al Jaish          | 1       |
| Al Minaa          | 1       |
| Salahaddin FC     | 1       |